# Наталі Вуд
Наталі́ Вуд (англ. Natalie Wood, при народженні — Наталія Миколаївна Захаренко; 20 липня 1938 — 29 листопада 1981) — американська кіноакторка українського походження.
Початок кар'єри Наталі Вуд припав на «золоту епоху» Голлівуду. Першу роль у кіно вона виконала у ранньому дитинстві, у фільмі «Щаслива земля» (1943, Happy Land), а найпомітніші ролі зіграла у фільмах «Диво на 34-й вулиці» (1947, Miracle on 34th Street), «Бунтівник без причини» (1955) і «Вестсайдська історія» (1961).

## Життєпис
Наталія Захаренко народилася 20 липня 1938 року в Сан-Франциско, Каліфорнія. Її батьки були емігрантами з Російської імперії: батько Микола Захаренко (1912—1980), українець за походженням, матір Марія Зудилова (1908—1998), росіянка. У сім'ї було троє доньок: Ольга (донька матері від першого шлюбу), Наталія і Світлана.
Батько народився у бідній сім'ї у місті Микольськ-Уссурійському, поблизу Владивостока, де знаходилася одна з найбільших українських діаспор у Російській імперії («Зелений Клин», «Закитайщина»). Батьки Миколи — Степан Захаренко та Євдокія (до шлюбу) Савченко — етнічні українці. У сім'ї було 3 спільних сини, серед яких Микола — найстарший. Батько Миколи працював у Владивостоці на кондитерській фабриці, а матір була домогосподаркою і славилась вродою.
Мати Наталії народилася наймолодшою дитиною у заможній багатодітній сім'ї у місті Барнаулі, Сибіру. Її батьки — Степан Зудилов і Марія (до шлюбу) Кулева — корінні росіяни. Батько володів фабриками у Барнаулі, які виготовляли свічки, чорнило і кондитерські вироби, а за містом сім'я мала маєток.
У 1917 році Лютнева революція та Жовтневий переворот, а також «червоний» терор більшовиків проти різних верств населення змусили діда Наталії по лінії батька Степана Захаренка приєднатися до антибільшовицьких сил цивільного населення Владивостоку. В 1918 році він загинув у вуличній бійці між червоноармійцями та білогвардійцями від рук перших. Євдокія з малолітніми синами втекла в Шанхай, де вступила в шлюб з росіянином Костянтин Заварином, морським інженером. Потім вони рушили у Ванкувер, а зрештою оселилися у Сан-Франциско, де й ріс майбутній батько Наталі.
Сім'я Зудилових після цих же подій негайно покинула Барнаул та оселилася у Харбіні, Маньчжурія. Там Марія вступила в шлюб з Олексієм Татуловим, вірменином за походженням, в 1928 році народила доньку Ольгу. На початку 1930 року перебралися до США, у Сан-Франциско.
У Сан-Франциско познайомилися батьки Наталі. У 1936 році Марія розлучається з чоловіком Олексієм після численних його зрад, а у 1938 році бере шлюб з Миколою Захаренком. На момент шлюбу Марія була на четвертому місяці вагітності, і трохи згодом народилася Наталя. Коли Наталі виповнився рік, батько змінив сімейне прізвище «Захаренко» на «Гурдін». У 1942 році, коли Наталі було 4 роки, сім'я Гурдінів переселилася у Санта-Розу на околицях Сан-Франциско.
Сестри були різних поколінь: коли Наталі було майже 9, Лані був рік, а Ользі — 18. Рідною мовою для Ольги була російська, Наталі і Лана були двомовними (російська та англійська). Ольга більше відчувала спорідненість із російською культурою. Наталі і Лана ж більшою мірою були схожими на американських дітей, адже обом більше хотілося розмовляти англійською попри заохочення матері говорити вдома російською. А через багато років, коли Наталі Вуд була всесвітньо відомою акторкою, Пеггі Гріффін, секретар акторки, згадує, що вона деякий час відвідувала приватні курси російської, щоб зіграли російську перекладачку у фільмі «Метеор». Також Гріффін зауважує, що батьки ніколи не навчали Наталі російської, і вона не так добре знала її, як багато хто думав. Крім цього, Наталі намагалася позбутися типового українського акценту, який подекуди проявлявся в її мовленні, і якого вона найімовірніше набула від батька-українця.
Домашня атмосфера в сім'ї Гурдінів значною мірою була наповнена страхами і забобонами. Батьки боялись і ненавиділи комуністів, тобто більшовиків, але возвеличували Ніколая II — останнього імператора Російської імперії. Особливу роль у житті Наталі відіграла її матір. Марія Гурдін була вкрай забобонною, дуже вірила у містику і віщування і часто згадувала, як одного дня якась циганка наворожила їй другу дитину, яка стане неймовірною красунею, відомою на весь світ. Але разом із тим циганка застерегла Марію від «темної води», бо одного дня вона її погубить. Це застереження викликало у матері Наталі великий страх перед водою, особливо перед «темною». Цю циганку Марія зустріла ще у Харбіні, задовго до народження Наталі. У юності матір Наталі мріяла стати славетною балериною або акторкою, однак втілити у життя мрії не вдалося. Тож уже із раннього дитинства мати наполегливо намагається зробити із Наталі велику зірку, контролюючи кожен крок, і це мало вирішальний вплив на подальшу її долю.

## Рання кар'єра
Першу роль у кіно Наталі зіграла у 4 роки у фільмі «Щаслива земля» (1943; Happy Land), зйомки якого тоді відбувалися у Санта-Розі.. Мати, яка постійно шукала шляхи перетворити Наталі на зірку, привела доньку на місце зйомок і підштовхнула її «сподобатися» режисерові фільму Ірвінгові Пічелові, заспівавши йому пісню російською. Спочатку Пічель був налаштований проти того, щоб Наталі змалку почала зніматися у кіно, але все ж вирішив дати їй епізодичну роль на цих зйомках, — вона зіграла дівчинку, яка заплакала після того, як випустила з рук морозиво. Хоча Наталі припала до душі Пічелю, але все ж у фінальній версії фільму вирізали сцену її плачу, а залишили лише уривок падіння морозива. До того ж, участь Наталі у «Щасливій землі» була неофіційною. Після того, як знімальна група повернулася у Лос-Анджелес, Марія Гурдін ще протягом 2 років листувалася з Пічелем стосовно подальшої акторської діяльності Наталі. Одного разу Марія дізнається про наступний фільм режисера, і домовляється з ним про приїзд Наталі на прослуховування у Лос-Анджелес. Марія була настільки схвильованою, що ледве вмовляє свого чоловіка Миколу переселитися всією сім'єю із Санта-Рози у Санта-Моніку, що поблизу Лос-Анджелеса, боячись втратити унікальну нагоду ввести Наталі в омріяний Голлівуд.
У Лос-Анджелесі Наталі офіційно дебютує як голлівудська акторка у фільмі «Завтра-назавжди» (1946; Tomorrow Is Forever), в якому вона зіграла роль Маргарет Людвіг — австрійської сироти, яку удочерила сім'я Макдональдів. Ролі прийомних батька та матері виконали тоді зірки Голлівуду першої величини Орсон Уеллс (англ. Orson Welles) та Клодетт Кольберт (англ. Claudette Colbert). Крім цього, під час зйомок цього фільму відбувається ще одна знакова подія для кінокар'єри маленької дівчинки, адже їй присвоюють сценічне ім'я— Наталі Вуд— Наталі як американський варіант імені «Наталія» і «Вуд» на честь відомого режисера Сема Вуда.
Кар'єра Наталі поступово йде вгору, і у 8 років у настає перший переломний момент: на екрани США виходить фільм «Диво на 34-й вулиці» (1947; Miracle on 34th Street), в якому вона грає одну з головних ролей — Сюзен Вокер. Це була її перша головна роль. Після виходу фільм здобув дивовижний успіх, із 4 номінацій на «Оскар» виграв три, а Наталі стає однією з найяскравіших дітей-зірок у Голлівуді. За роль Сюзен Вокер американський щомісячник «Parents» нагородив Наталі званням «Найбільш талановита юна кінозірка 1947 року». Після успіху фільму Наталі одержує багато пропозицій від різних режисерів, і її графік зйомок стає значно щільнішим. Так, до кінця 1940-х Наталі знялася уже у 9 фільмах сімейного жанру з моменту офіційного дебюту.
Неймовірна слава, мала й прихований бік. Успішному дебюту передували прослуховування, які виявилися для неї досить складними. Вона мала розіграти емоційну сцену, в якій повинна була заплакати. Перше прослуховування Наталі провалила. Ірвінг Пічель намагався переконати Марію Гурдін, що ранній початок кар'єри у кіно позбавить її доньку щасливого дитинства. Такої ж думки завжди дотримувався і батько Наталі. Однак прагнення Марії Гурдін зробити Наталі кінозіркою було непереборним. Під психологічним тиском матері Наталі вмовила Пічеля надати їй другий шанс. Тож, щоб донька точно заплакала у кадрі, Марія відвела доньку в бік знімального майданчика і дістала баночку з гарним метеликом. Дочекавшись, поки дитина зачарується, Марія обережно витягнула його з банки і відірвала обидва крила. Унаслідок цього Наталі заридала, а її матір подала сигнал оператору: «Ми готові, знімайте!». Ця сцена із гіркими сльозами переконала Ірвінга Пічеля вибрати Наталі на роль маленької австрійської сироти у своєму фільмі.
Протягом усього дитинства Наталі чула від матері про пророцтво циганки, але та нав'язала їй шалений страх перед водою, особливо «темною». Дійшло до того, що Наталі боялася мити голову. Врешті страх став причиною, чому Наталі не навчилася плавати. До певної пори цей страх був лише навіяний. Проте усе суттєво змінилося, коли Наталі було 10 років і вона ледь не загинула під час зйомок фільму «Зелена обіцянка» (1949; The Green Promise). За сценарієм Наталі мала б перетнути невеликий дерев'яний міст через бурхливу річку, який одразу після цього мав зруйнуватися і впасти у воду. Але міст був погано закріплений і впав у воду надто швидко. Наталі впала у річку і зламала зап'ястя на лівій руці. Замість того, щоб зупинити зйомку і рятувати Наталі, режисер фільму Вільям Д. Рассел наказав продовжити знімати. Наталі ледве вибралася на берег із шаленої річки і зазнала величезного шоку. Після цієї сцени матір завадила лікарям надати Наталі медичну допомогу, бо боялася перервати зйомки і що через незаплановану перерву у зйомках кінокомпанія розірве договір з Наталі. Під великим тиском матері Наталі продовжила брати участь у зйомках, а сцена її падіння у воду увійшла у фінальну версію. Зламане зап'ястя зажило, але як наслідок на зап'ястку виник помітний дефект — гуля, яка псувала вигляд лівої руки. Цей дефект залишився на все життя, і Вуд приховувала його за допомогою браслетів, особливо перед камерами.

## Кар'єра
У 1955 році у США виходить фільм «Бунтівник без причини», в якому Наталі Вуд зіграла одну з головних ролей — Джуді — невгамовного підлітка, яка прагне стати дорослою і незалежною. Ця роль стала другим переломним моментом у її кар'єрі після ролі Сюзен Вокер у фільмі «Диво на 34-й вулиці», адже саме роль Джуді допомогла Наталі вирватися із дитячого амплуа та увійти в доросле. До того ж, напередодні зйомок «Бунтівника без причини» у Наталі склалися досить цікаві обставини. Спершу, Наталі збунтувалась проти своєї матері, якій не сподобався сценарій фільму, бо він відображає батьків головних персонажів не з найкращого боку. До цього часу Наталі була слухняною дитиною: вона знімалася у всіх фільмах, в яких воліла бачити її матір. Однак, коли Наталі вперше прочитала цей сценарій, вона була в захваті. Наталі зрозуміла, що участь у «Бунтівнику без причини» піднесе її як акторку на вищий щабель, і зажадала отримати роль Джуді — це став перший бунт Наталі проти матері, яка контролювала кожен крок у її кар'єрі. Однак, режисер фільму Ніколас Рей спочатку не хоче брати Наталі на роль Джуді, адже він вважає, що акторка не відповідає образу невгамовного персонажа: Наталі, яка до цього часу зіграла ролі уже у багатьох фільмах сімейного жанру, мала стійко сформований образ «хорошої дівчинки», і до того ж, режисер вважав її занадто юною для ролі. Кастинг на цю роль був великим, і Рей розглядав претенденток, старших за Наталі. Одного вечора, перебуваючи з друзями, Наталі потрапила у дорожньо-транспортну пригоду. Коли Наталі опинилася у лікарні, вона замість того, щоб подзвонити своїм батькам зателефонувала Ніколасові Реєві. Примчавши у лікарню, Рей полегшено зітхнув, бо дівчина вціліла після аварії. Почувши як лікарі обговорювали її, Наталі несамовито звернулася до Рея: «Ви чули, як він мене назвав, Ніку? Він назвав мене „проклятою юною злодійкою“! Тепер я отримаю цю роль?». Трохи згодом після цього Рей надіслав до кіностудії Warner Bros. листа, в якому написав: «Є лише одна дівчина, яка здатна зіграти Джуді, — це Наталі Вуд». Після того, як Наталі зрештою затвердили на цю роль, вона приєдналася до зйомок «Бунтівника без причини», ставши зокрема партнером легендарного Джеймса Діна (англ. James Dean). Через рік після прем'єри фільму, у 1956 році, за роль Джуді Наталі вперше стає номінанткою на кінопремію «Оскар»— за найкращу жіночу роль другого плану, а в 1957 році за цю ж роль акторка вперше претендує на «Золотий глобус»— у категорії «Нова зірка року — акторка». Перемогти у номінації на «Оскар» Наталі не пощастило, але вона здобула «Золотий глобус». До того ж, на момент першої номінації на «Оскар» Наталі було лише 17 років!
Протягом 1950-х найбільш відомими ролями Вуд, крім Джуді у «Бунтівнику без причини», стали Деббі Едвардс у вестерні «Шукачі» (1956; The Searchers) і Марджорі Морнінгстар в однойменній мелодрамі 1958 року (Marjorie Morningstar).
На початку 1960-х років кар'єра Вуд переживає новий і неймовірний злет. Саме у цей час у США та інших країнах відбувається прем'єра легендарного фільму «Вестсайдська історія» (1961), в якому Вуд грає Марію — головну жіночу роль. Фільм є кіноверсією однойменного культового бродвейського театрального мюзиклу 1957 року, який у свою чергу є адаптацією знаменитої п'єси Вільяма Шекспіра «Ромео і Джульєтта». В основі сюжету фільму лежить запекле протистояння між двома вуличними бандами, а події розгортаються у Верхньому Вест-Сайді — елітного району міста Мангеттен — округу Нью-Йорка. На тлі цієї ворожнечі зароджується величне кохання між Марією і Тоні, але закохані перебувають в оточенні різних банд. За підсумками 1961 року «Вестсайдська історія» посіла 2 місце серед найкасовіших фільмів у США, а в 1962 році фільм потрапив в 11 номінацій на «Оскар», серед яких виграв 10, і в такий спосіб став одним із найтитулованіших фільмів в історії світового кіно, і — найтитулованішим у жанрі мюзиклу. Хоча на цій церемонії Вуд не потрапила навіть у номінацію на «Оскар», зате на тлі шаленого успіху «Вестсайдської історії» акторка здобуває світове визнання, і разом із тим піднімається на ще вищий щабель у своїй кар'єрі, ставши серед зірок Голлівуду першої величини. У такий спосіб роль Марії у цьому мюзиклі стає черговим переломним моментом для акторки, який забезпечує їй сприятливі умови для отримання нових головних жіночих ролей у наступних фільмах.
У 1960-ті роки кар'єра Наталі Вуд досягнула найбільшого процвітання, і вона прославилась на весь світ. Протягом цього десятиріччя Вуд була двічі номінована на «Оскар» за головну жіночу роль, а саме у фільмах «Пишність у траві» (1961; Splendor in the Grass) і «Роман із порядним незнайомцем» (1963; Love with the Proper Stranger). За роль у «Пишності у траві» Вуд була номінована на премію «БАФТА», і в категорії «Найкраща іноземна акторка». Потрапити у таку номінацію акторці пощастило лише одного разу у своїй кар'єрі, однак виграти цю номінацію не вдалося. Остання номінація на «Оскар» була вже третьою у кар'єрі Вуд, і тоді їй було тільки 25. До того ж, на цей момент Вуд стала другою після Терези Райт, американської акторки, яка у 1943 році стала наймолодшою (у 24) трьохкратною номінанткою «Оскара». Райт була рекордсменкою до 2013 року, коли Дженніфер Лоуренс досягла своєї третьої номінації на «Оскар» у 23 років. Крім цього, протягом 1960-х років Вуд 5 разів номінована на «Золотий глобус» за найкращу жіночу роль, а саме у фільмах знову ж таки «Пишність у траві» і «Роман із порядним незнайомцем», а також  «Циганка» (1962; Gypsy) і «Внутрішній світ Дейзі Кловер» (1965; Inside Daisy Clover), і «На злам!» (1966; This Property Is Condemned), та одного разу Вуд претендувала на спеціальну винагороду — премію Генрієтти у категорії «улюблениця світового кіно». Серед усіх номінацій виграла лише премію Генрієтти, у 1966 році.
Велику популярність Вуд також здобула завдяки ролі Меггі Дюбуа у фільмі «Великі перегони» (1965). Серед інших її відомих фільмів 1960-х «Секс і самотня дівчина» (1964; англ. Sex and the Single Girl) і «Боб, Керол, Тед та Еліс» (1969; англ. Bob & Carol & Ted & Alice).
На початку 1970-х років Вуд знімається значно менше, турбуючись про дитину. Протягом десятиріччя знімається лише у кількох фільмах, зокрема «Спостерігач» (1975; англ. Peeper) і «Метеор» (1979; англ. Meteor), і в обох грає головну жіночу роль. Більш активно знімається на телебаченні, де найбільш успішним для неї стає мінісеріал «Віднині і довіку» (1979; англ. From Here to Eternity), в якому вона теж грає головну жіночу роль. Наступного року після прем'єри мінісеріалу за цю ж роль Вуд удостоєна премії «Золотий глобус» як найкраща телакторка.
На початку 1980-х років Вуд виконала головну жіночу роль у комедії «Останнє подружжя в Америці» (1980; The Last Married Couple in America). Подальша кар'єра акторки обривається через трагічну загибель.

## Особисте життя
Наталі Вуд мала складне дитинство під «диктатом» дуже забобонної матері, яка хотіла створити з неї велику зірку, втіливши у життя пророцтво циганки. Марія маніпулювала донькою, намагаючись контролювати кожен її крок не лише у кар'єрі, а й в особистому житті. Марія забороняла Наталі все, що нібито заважає або не сприяє її кар'єрі, зокрема зустрічатися з хлопцями-ровесниками. Натомість Марія підштовхувала юну Наталі до спілкування зі зрілими чоловіками, які на її думку, могли б сприяти кар'єрному зростанню доньки. Тож, коли Наталі було 15 років, матір схиляє її до так званої «близької дружби» з Френком Сінатрою — американським співаком та актором, якому тоді було 38.
Коли Наталі було 16, вона зазнала сексуального насильства. Кривдником був впливовий одружений актор і продюсер, майже вдвічі старший. Це сталося, коли він запросив дівчину на прослуховування у готель. Перш ніж відпустити дівчину, актор пригрозив їй фізичною розправою у разі розголосу подій. Про це Наталі розповідає матері і сестрі Лані. Але матір змушує доньку мовчати і не подавати у поліцію, боячись, що розголос завдасть шкоди кар'єрі Наталі. Лана якраз стала свідком цієї заборони, і про це вона розповість через багато років у кількох інтерв'ю. Ім'я того, хто вчинив насильство, досі не відоме. Сама Наталі дійсно вважала за краще мовчати, особливо через страх, що їй не повірять. За словами її сестри Лани, вона відчувала неймовірний біль кожного разу, коли чула його ім'я або намагалася заговорити про ці події, а тому з часом навчилася просто ховати цей фрагмент пам'яті навіть від себе самої. Щоб не зруйнувати свою кар'єру, Вуд мовчить про те, що з нею сталося, і зосереджується на кар'єрі.
У 1956 році Вуд починає зустрічатися з американським актором-красенем Робертом Вагнером. Кіностудії 20th Century Fox і Warner Bros. знали, що Наталі давно закохана у Роберта, і влаштували їм побачення. Це було напередодні 18-річчя Наталі, а наступного року вона і Роберт одружуються. Через 4 роки вони розлучаються через те, що Роберт зрадив її з чоловіком. Через це акторка стала нервовою, примхливою, схильною до скандалів і зловживання алкоголем, наживши репутацію «Королеви скандалів».
У 1970 році Вуд пошлюбилася з британським продюсером Робертом Грегсоном на прізвисько «Срібний лис». Згодом народжує доньку Наташу. Але цей шлюб теж завершується розлученням через зраду чоловіка. 
У 1974 році Вуд одружилася з колишнім чоловіком Робертом Вагнером, який до цього часу теж розлучився. Весілля відзначають на яхті в океані, попри страх Наталі перед водою. Невдовзі народилася дочка Кортні. Вагнер стає вітчимом Наташі, якій дав своє прізвище.

## Смерть
29 листопада 1981 поблизу о. Санта-Каталіна рятувальники виявили тіло Наталі Вуд неподалік від дрейфуючої шлюпки. Наступного дня новина про смерть потрапляє на першу шпальту газети Los Angeles Times. Розслідувати гучну справу доручають Томасові Ногучі— коронерові і головному судово-медичному експертові Лос-Анджелеса («коронер зірок», що він здійснював розтини, зокрема Мерилін Монро і Роберта Ф. Кеннеді).
У листопаді 1981 року Вуд з своїм чоловіком Робертом Вагнером вирішили провести вихідні після Дня Подяки на власній яхті «Пишність», відправившись у невелику подорож Тихим океаном, біля острова Санта-Каталіна. Дітей залишили вдома. Крім Наталі і Роберта (або подружжя Вагнерів) на яхті були капітан «Пишності»— Денніс Даверн, та актор Крістофер Уокен, який уже кілька місяців був партнером Вуд на знімальному майданчику: у вересні 1981 року почалися зйомки фільму «Мозкова буря» (1983; Brainstorm), а у листопаді цього ж року зйомки фільму були майже завершені. Тож, на цій яхті зібралося четверо осіб, але у подальшому ланцюжок подій, що передував трагічній смерті Вуд, слідчі встановлюватимуть зі слів трьох її компаньйонів, які зрештою стали головними фігурантами цієї кримінальної справи.
29 листопада 1981 року, Томас Ногучі, здійснивши розтин тіла Вуд, складає звіт, а наступного дня, 30 листопада, скликає прес-конференцію, на якій заявляє, що смерть акторки настала внаслідок нещасного випадку: Вуд намагалася покинути яхту «Пишність», і відв'язавши мотузку шлюпки, а потім спробувавши зійти на неї, вона найімовірніше посковзнулася — і впала у воду, в якій зрештою потонула. Крім цього, Ногучі повідомив, що експертиза показала надмірний вміст алкоголю у крові акторки, зазначивши, що вона була «трохи п'яна». Більше того, у цьому звіті коронер зазначив про численні недавні синці на тілі Вуд, а саме на правому передпліччі у ділянці над зап'ястям, невеликі поверхневі синці на правій та лівій гомілках, а також у ділянках правого коліна і правої щиколотки.
На прес-конференції Ночугі також повідомив, що суботнього вечора, 28 листопада, подружжя Вагнерів разом із Даверном та Уокеном зійшло на берег острова Санта-Каталіни, пришвартувавши «Пишність» у бухті Істмус, щоб повечеряти за одним столом у місцевому ресторані. Далі, за словами Ногучі, після вечері усі четверо разом повернулися на яхту, і там вже згодом спалахнула сварка між Вагнером та Уокеном, але вона не супроводжувалася бійкою. Однак під час допиту Вагнера та Уокена асистент Ногучі, Річард Вілсон, не зміг з'ясувати достеменний зміст суперечки, але зазначив, що це була «палка дискусія на різні теми». Також Вілсон припустив, що Ву не була втягнута у цю суперечку, хоча один близький друг подружжя Вагнерів припустив, що Вуд ймовірно набридло слухати «дискусію» і вона вирішила піти геть, а далі збиралася покинути яхту.
3 грудня 1981 року Los Angeles Times повідомляє про жінку, яка чула крики про допомогу тієї ночі, коли Вуд потонула. За словами Мерилін Уейн, цього горезвісного суботнього вечора, 28 листопада 1981 року, у бухті Істмус острова Санта-Каталіна були пришвартовані кілька яхт, і на одній із них вона відпочивала зі своїм хлопцем Джоном Пейном. Мерилін заявила, що цього вечора близько опівночі вона із Джоном чула неподалік жіночі крики про допомогу на кшталт: «Допоможіть мені, хтось, будь ласка, допоможіть мені, я тону!». Ці благання про допомогу пара чула неодноразово, а далі Джон і Мерилін взялися шукати, звідки лунають ці відчайдушні крики, але знайти не змогли. Мерилін продовжує: «Слухаючи крики, ми зателефонували у берегову охорону, але ніхто не відповів. Потім ми зателефонували до офісу шерифа в Авалоні, що за 12 миль, і нам відповіли, що буде відправлений гвинтокрил, але він не прибув. Ми десь почули гучну музику, тому подумали, що на сусідньому катері була вечірка. Тоді я почула чоловічий голос, невиразний, але підвищений, який сказав щось на зразок: „Тримайся, ми йдемо за тобою“, і невдовзі крики про допомогу вщухли, але ми чули крики близько 15 хвилин». Джон і Мерилін подумали, що хтось дуріє на яхті, з якої лунає ця музика, і пара повернулася спати, але обидва були страшенно схвильованими. Про ці нічні крики Мерилін розповіла слідчим після того, як вона прокинулась зранку наступного дня, побачила поліцію біля сусідньої яхти «Пишність» і дізналася про смерть кіноакторки Наталі Вуд, яку мертвою знайшли неподалік.
Розслідування зайшло у глухий кут за нестачею даних. 11 грудня 1981 року справу було закрито, а офіційною причиною смерті вказано утоплення у результаті нещасного випадку.
Похована на кладовищі Вествуд у Лос-Анджелесі.

## Родина
- Лана Вуд — сестра. Також акторка. Найвідоміша роль - дівчина Джеймса Бонда.

## Вибрана фільмографія
| Рік  |    | Українська назва          | Оригінальна назва      | Роль          |
| ---- | -- | ------------------------- | ---------------------- | ------------- |
| 1946 | ф  | Наречена в чоботях        | The Bride Wore Boots   | Керол Ворен   |
| 1947 | ф  | Диво на 34-й вулиці       | Miracle on 34th Street | Сьюзан Вокер  |
| 1956 | ф  | Шукачі                    | The Searchers          | Деббі Едвардс |
| 1961 | ф  | Вестсайдська історія      | West Side Story        | Марія         |
| 1965 | ф  | Великі перегони           | The Great Race         | Меггі Дюбуа   |
| 1976 | тф | Кішка на розпеченому даху | Cat on a Hot Tin Roof  | Меггі         |
| 1983 | ф  | Мозковий штурм            | Brainstorm             | Карен Брейс   |
| 1979 | с  | Подружжя Гарт             | Hart to Hart           | кінозірка     |